# Metilidinfoszfán
A metilidinfoszfán (foszfaetin) az elsőként felfedezett foszfaalkin, amelyek jellemzője a C≡P (szén–foszfor) hármas kötés.

## Leírás
A metilidinfoszfán a hidrogén-cianid foszforanalóg vegyülete, ahol a nitril nitrogénje helyén foszfor van. A metilidinfoszfán előállítható a foszfin szénnel való reakciójával, de nagyon reaktív, és −120 °C felett polimerizálódik. Azonban néhány nagy csoportokkal, például terc-butil- vagy trimetilszililcsoportokkal szubsztituált származéka sokkal stabilabb, ezek hasznos reagensek bizonyos foszfortartalmú szerves vegyületek szintéziséhez.  Ismertek ezenkívül a PCO− és PCS− anionok is.

## Története
A metilidinfoszfánt először T. E. Gier állította elő 1961-ben. A nátriumsója korábbi előállításáról szóló jelentéseket a szerző megismételhetetlennek ítélte. A metilidinfoszfán közrejátszhatott a robbanásban, melynek Vera Bogdanovszkaja, az egyik első orosz kémikusnő áldozata volt, és az egyik első, aki a saját kutatásának eredményeképp halt meg.
A metilidinfoszfánt 2007-ben észlelték a csillagközi térben.

## Fordítás
Ez a szócikk részben vagy egészben  a   Methylidynephosphane című angol Wikipédia-szócikk ezen változatának fordításán alapul.  Az eredeti cikk szerkesztőit annak laptörténete sorolja fel. Ez a jelzés csupán a megfogalmazás eredetét és a szerzői jogokat jelzi, nem szolgál a cikkben szereplő információk forrásmegjelöléseként.